# Faubourg Saint-Antoine
Il faubourg Saint-Antoine è uno degli antichi faubourg di Parigi.

## Storia e descrizione

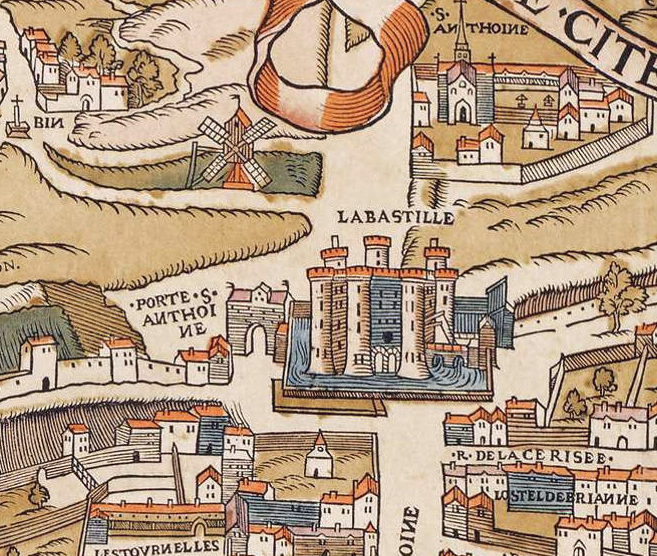
Il faubourg e l'abbazia sul Plan de Truschet et Hoyau (verso il 1550).

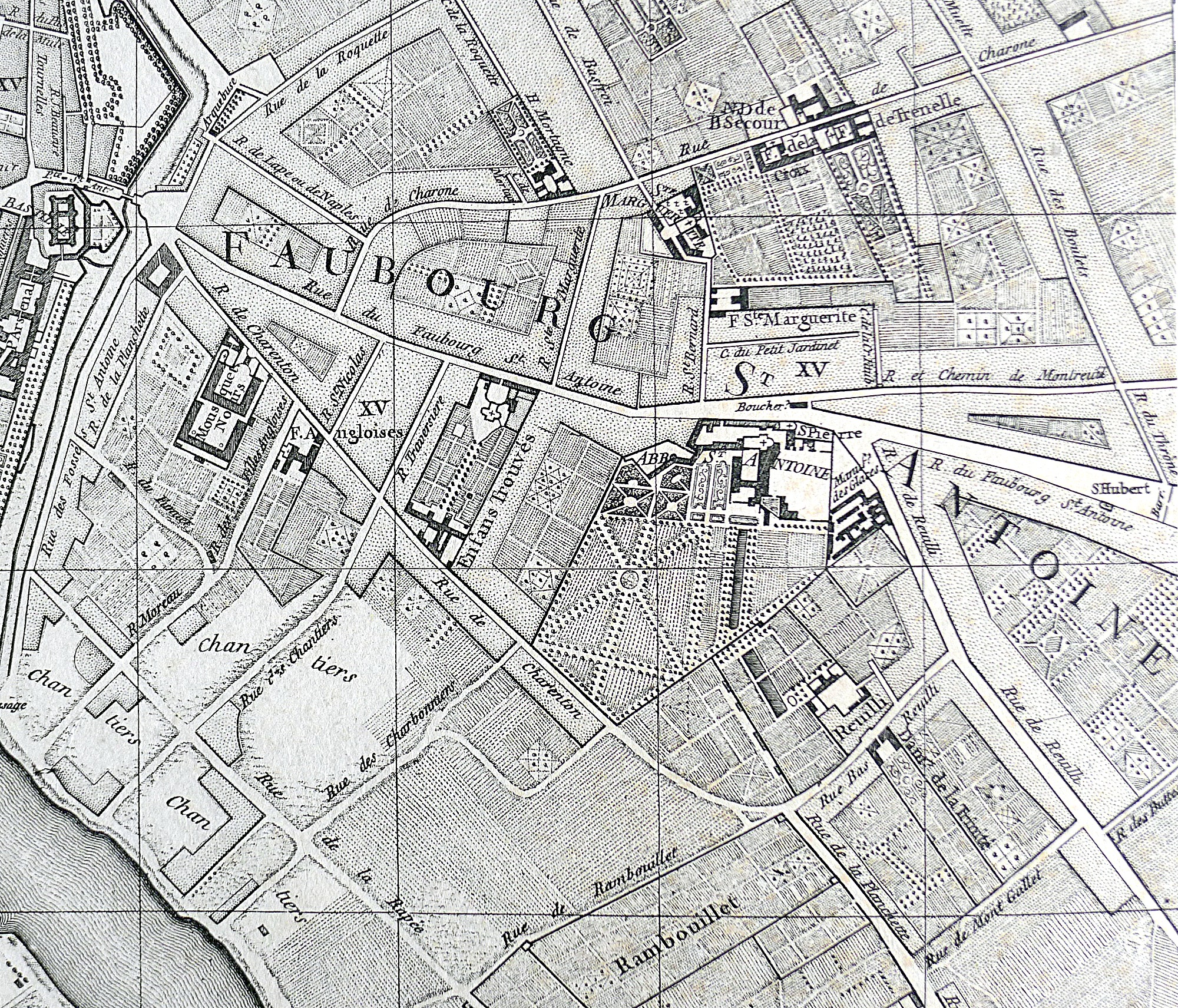
Faubourg Saint-Antoine sulla pianta di Vaugondy (1760).

Questo quartiere era vicino all'Abbazia Saint-Antoine-des-Champs e si è sviluppato sotto la protezione della medesima.
La storia del faubourg Saint-Antoine viene spesso confuso con quella della sua arteria centrale, la rue du Faubourg-Saint-Antoine, che era un prolungamento extra muros della rue Saint-Antoine. La rue Saint-Antoine conduce verso l'abbazia partendo dal centro di Parigi. La separazione fra le due vie era all'origine data dalle mura di Parigi, e tutto l'abitato che si trovava all'esterno delle medesime era chiamato faubourg; oggi invece è uno dei numerosi quartieri della città. La sua vocazione di quartiere di mobilifici rimane una realtà anche oggi: magazzini di vendita di mobili, laboratori di ebanisti, ecc. Vi si trova inoltre la sede delle organizzazioni professionali dei mobili come i relativi centri di formazione, quali l'École Boulle (rue Pierre-Bourdan).
Il 2 luglio 1652, ebbe luogo la battaglia di faubourg Saint-Antoine tra l'armata regia, comandata dal Turenne, e le truppe della Fronda, comandate dal Condé.
Nel 1712 il faubourg, che dipendeva fino ad allora dalla parrocchia di Saint-Paul, fu elevato al rango di parrocchia di Santa Margherita.
Charles Tabourin fondò, nel 1713, la comunità di rue de Lappe, una comunità per l'insegnamento giansenista che si diffonde nelle scuole di carità del quartiere.
Il 16 maggio 1750, un ufficiale di polizia condusse al commissariato un bambino della rue des Nonnains-d'Hyères che si era reso colpevole di qualche marachella priva d'importanza. La madre, in lacrime, mise in subbuglio tutto il quartiere e rapidamente si diffuse la voce che Luigi XV avrebbe ordinato di far rapire i bambini fra i 5 e i 10 anni per sacrificarli ed utilizzarne il sangue per i bagni del re medesimo e dei suoi cortigiani, al punto che i moti si estesero in particolare nel faubourg Saint-Antoine, ove gli abitanti insorsero contro gli agenti di polizia.

Il 22 e il 23 maggio l'agitazione si propagò nel quartier de la Porte-Saint-Denis, nella collina di Saint-Roch e nel crocevia della Croix-Rouge. Circa 2000 persone si recarono sulla strada di Versailles per attendere il rientro del luogotenente generale di polizia Nicolas Berryer, che era andato a prendere ordini. Essi si scontrarono con le truppe e la Guardia reale, che li dispersero. 

Venuto a conoscenza di questi moti Luigi XV decise, per rappresaglia, di privare i parigini della sua presenza. Egli fece costruire una strada che conduceva da Versailles a Saint-Denis e a Compiègne, senza dover transitare per Parigi, nota poi come "strada della rivolta".
Durante la rivoluzione, al faubourg fu dato il nome di Faubourg-de-Gloire.
Agitato in aprile 1789 a causa dell'affaire Réveillon, fu il primo luogo, ancora prima della Bastiglia, a entrare nella storia della rivoluzione.